# Latifa Ben Mansour
Latifa Ben Mansour (arabisch لطيفة بن منصور, DMG Laṭīfa b. Manṣūr; geboren 1950 in Tlemcen, Algerien) ist eine französisch-algerische Schriftstellerin und Sprachwissenschaftlerin. Sie unterrichtete an der Universität Paris III (Sorbonne Nouvelle).

## Leben
Latifa Ben Mansour ist die Tochter des Mathematikprofessors Mohammad Benaouda Benmansour. Als ehemalige Schülerin der École Normale Supérieure in Algier setzte sie ihr Hochschulstudium in Frankreich fort. Sie erlangte einen staatlichen Doktortitel in Literatur- und Geisteswissenschaften. Als Schülerin von François Bresson, David Cohen und Antoine Culioli beschäftigte sie sich während des Studiums neben der Linguistik auch mit der Psychoanalyse. Ben Mansour musste ihr Land verlassen, nachdem sie von den Fundamentalisten der sogenannten Islamischen Heilsfront (FIS) mit dem Tod bedroht worden war.
Nach dem Studium lehrte sie Linguistik an der Universität Orléans (1990) und Kommunikationswissenschaft am Conservatoire national des arts et métiers in Paris (2012). Am Centre national de la recherche scientifique (CNRS) forschte sie zum Thema Islamismus.
Als Schriftstellerin beschäftigt sie sich mit der Rolle der Frau in der algerischen Gesellschaft, mit dem islamischen Extremismus, mit dem Geschichtenerzählen, dem Trauma und der Erinnerung.
Ihr Roman La Prière de la peur erzählt die Geschichte von Hanan, einer jungen Frau, die nach einem mehrjährigen Aufenthalt in Frankreich zu ihrer Familie nach Algerien zurückkehrt. Als ihr Flugzeug landet, wird der Flughafen von Extremisten angegriffen und Hanan verwundet. Ihre Beine müssen amputiert werden, und sie leidet unter dem Trauma, das der Angriff verursacht hat. Zentrales Thema des Romans ist der Rückblick auf ihr Leben und ihre Arbeit sowie ihre enge Freundschaft mit ihrer Cousine, die ebenfalls Hanan heißt.
Le Chant du lys et du basilic handelt von einem jungen Mädchen namens Meriem, das bei einem mysteriösen Unfall verletzt wird. Während sie im Krankenhaus liegt und ihre Familie um sich herum hört, aber nicht in der Lage ist zu antworten, erinnert sich Meriem an die wichtigsten Ereignisse in ihrem Leben, die zu dem Unfall geführt haben, und versucht, sich an das Geschehene zu erinnern. Der Roman befasst sich mit dem Leben von Frauen im heutigen Algerien und geht dabei auf Themen wie die Bildung von Mädchen ein.
In dem Buch Frères musulmans, frères féroces unternahm Ben Mansour linguistische Analysen der Sprache von muslimischen Fundamentalisten und anderen Extremisten, um ihre manipulativen Methoden aufzudecken.

## Auszeichnungen
Für ihre Kurzgeschichte Le Cocu Cadi erhielt sie 1996 den Prix méditerranéen de la nouvelle. Ihr mehrfach neu aufgelegter Roman La Prière de la peur wurde 1997 mit dem Prix Beur FM Méditerranée ausgezeichnet.

## Werk (Auswahl)
Romane        
- Le Chant du lys et du basilic, roman. 2. Auflage. La Différence, 1998 (Erstausgabe: J.-C. Lattès, 1990).
  - Der Gesang der Lilien. Aus dem Franz. von Sylvia Strasser. Lübbe, Bergisch Gladbach 1992, ISBN 978-3-404-11878-6.
- La Prière de la peur. La Différence, 1997.
- L'Année de l'éclipse, Calmann-Lévy, 2001.

Theaterstücke
- Brèves d'ailleurs. Actes sud-papiers, 1997.
- Trente-trois Tours à son turban. Actes Sud Papiers, Rencontres Théâtrales du Niger, 2003.
- Sultanes sans royaume, lauréate du concours d'écriture théâtrale de la fondation Beaumarchais.

Sachbücher
- Université Paris Diderot - Paris 7 (Hrsg.): Contribution à l'étude de la catégorie Aspect en arabe, description et formalisation. Dissertation. 1993.
- Frères musulmans, frères féroces. Voyage dans l'enfer du discours islamiste, Ramsay, 2002.
- Les mensonges des intégristes, Le serpent à plumes, 2004.
- Le nom propre et le masque, 1996.

Artikel
- De la haine de la Loi à la haine des femmes: Analyse d'un fragment de prêche intégriste. In: Mots. Nr. 57, 1998, ISSN 0243-6450, S. 130.
- L’appel au soulèvement et à la révolution par les intégristes algériens. In: Mots. Les langages du politique. 2002, ISSN 0243-6450, S. 81.